# Arctosa
Arctosa és el gènere de la família dels licòsids que té més espècies. La majoria només es troben principalment a Àsia i Àfrica.

## Taxonomia
Llista d'espècies del gènere Arctosa:
- Arctosa albida (Simon, 1898) (Sud-àfrica)
- Arctosa albopellita (L. Koch, 1875) (Etiòpia)
- Arctosa algerina Roewer, 1960 (Algèria)
- Arctosa aliusmodi (Karsch, 1880) (Polinèsia)
- Arctosa alluaudi Guy, 1966 (Marroc)
- Arctosa alpigena (Doleschall, 1852) (Zona Holàrtica)
  - Arctosa alpigena lamperti Dahl, 1908 (Europa Central, Europa de l'Est)
- Arctosa amylaceoides (Schenkel, 1936) (Xina)
- Arctosa andina (Chamberlin, 1916) (Perú)
- Arctosa astuta (Gerst?cker, 1873) (Àfrica Central)
- Arctosa atriannulipes (Strand, 1906) (Etiòpia)
- Arctosa atroventrosa (Lenz, 1886) (Madagascar)
- Arctosa aussereri (Keyserling, 1877) (Puerto Rico, Colòmbia)
- Arctosa bacchabunda (Karsch, 1884) (São Tomé)
- Arctosa bakva (Roewer, 1960) (Afganistan)
- Arctosa berlandi (Caporiacco, 1949) (Est d'Àfrica)
- Arctosa binalis Yu & Song, 1988 (Xina)
- Arctosa biseriata Roewer, 1960 (Congo)
- Arctosa bogotensis (Keyserling, 1877) (Colòmbia)
- Arctosa brauni (Strand, 1916) (Est d'Àfrica)
- Arctosa brevialva (Franganillo, 1913) (Espanya)
- Arctosa brevispina (Lessert, 1915) (Àfrica Central, Àfrica de l'Est)
- Arctosa camerunensis Roewer, 1960 (Camerun)
- Arctosa capensis Roewer, 1960 (Sud-àfrica)
- Arctosa chungjooensis Paik, 1994 (Corea)
- Arctosa cinerea (Fabricius, 1777) (Zona Paleàrtica, Congo)
  - Arctosa cinerea obscura (Franganillo, 1913) (Espanya)
- Arctosa coreana Paik, 1994 (Corea)
- Arctosa daisetsuzana (Saito, 1934) (Japó)
- Arctosa darountaha Roewer, 1960 (Afganistan)
- Arctosa denticulata Jim?nez & Dondale, 1984 (Mèxic)
- Arctosa depectinata (B?senberg & Strand, 1906) (Xina, Japó)
- Arctosa depuncta (O. P.-Cambridge, 1876) (Líbia, Egipte)
- Arctosa deserta (O. P.-Cambridge, 1872) (Síria)
- Arctosa dissonans (O. P.-Cambridge, 1872) (Síria)
- Arctosa ebicha Yaginuma, 1960 (Xina, Corea, Japó)
- Arctosa edeana Roewer, 1960 (Camerun)
- Arctosa emertoni Gertsch, 1934 (EUA, Canadà)
- Arctosa ephippiata Roewer, 1960 (Camerun)
- Arctosa epiana (Berland, 1938) (Vanuatu)
- Arctosa erythraeana Roewer, 1960 (Etiòpia)
- Arctosa excellens (Simon, 1876) (Portugal, Espanya)
- Arctosa fessana Roewer, 1960 (Líbia)
- Arctosa figurata (Simon, 1876) (Europa, Rússia)
- Arctosa frequentissima Caporiacco, 1947 (Àfrica Central, Àfrica de l'Est)
- Arctosa fujiii Tanaka, 1985 (Xina, Japó)
- Arctosa fulvolineata (Lucas, 1846) (Europa, Àfrica del Nord)
- Arctosa fusca (Keyserling, 1877) (Amèrica Central, Carib)
- Arctosa gougu Chen & Song, 1999 (Xina)
- Arctosa hallasanensis Paik, 1994 (Corea)
- Arctosa harraria Roewer, 1960 (Etiòpia)
- Arctosa hikosanensis Tanaka, 1985 (Japó)
- Arctosa himalayensis Tikader & Malhotra, 1980 (Índia)
- Arctosa hottentotta Roewer, 1960 (Namíbia)
- Arctosa humicola (Bertkau, 1880) (Brasil, Guyana)
- Arctosa hunanensis Yin, Peng & Bao, 1997 (Xina)
- Arctosa inconspicua (Bryant, 1948) (Hispaniola)
- Arctosa indica Tikader & Malhotra, 1980 (Índia, Xina)
- Arctosa insignita (Thorell, 1872) (EUA, Canadà, Alaska, Groenlàndia, Rússia)
- Arctosa intricaria (C. L. Koch, 1847) (Mediterrània)
- Arctosa ipsa (Karsch, 1879) (Rússia, Corea, Japó)
- Arctosa janetscheki Buchar, 1976 (Nepal)
- Arctosa kadjahkaia Roewer, 1960 (Afganistan)
- Arctosa kansuensis (Schenkel, 1936) (Xina)
- Arctosa kassenjea (Strand, 1913) (Àfrica Central, Àfrica de l'Est)
- Arctosa kawabe Tanaka, 1985 (Rússia, Japó)
- Arctosa kazibana Roewer, 1960 (Congo)
- Arctosa keniana (Roewer, 1960) (Congo)
- Arctosa keumjeungsana Paik, 1994 (Rússia, Corea)
- Arctosa khudiensis (Sinha, 1951) (Índia, Xina)
- Arctosa kiangsiensis (Schenkel, 1963) (Xina)
- Arctosa kirkiana (Strand, 1913) (Àfrica Central, Àfrica de l'Est)
- Arctosa kiwuana (Strand, 1913) (Àfrica Central, Àfrica de l'Est)
- Arctosa kolosvaryi (Caporiacco, 1947) (Etiòpia)
- Arctosa kwangreungensis Paik & Tanaka, 1986 (Xina, Corea)
- Arctosa labiata Tso & Chen, 2004 (Taiwan)
- Arctosa laccophila (Simon, 1910) (Guinea Bissau)
- Arctosa lacupemba (Roewer, 1960) (Congo)
- Arctosa lacustris (Simon, 1876) (Illes Canàries, Mediterrània)
- Arctosa lagodechiensis Mcheidze, 1997 (Geòrgia)
- Arctosa lama Dondale & Redner, 1983 (EUA, Canadà)
- Arctosa laminata Yu & Song, 1988 (Xina, Japó)
- Arctosa leaeniformis (Simon, 1910) (Botswana)
- Arctosa leopardus (Sundevall, 1833) (Zona Paleàrtica)
- Arctosa lesserti Reimoser, 1934 (Índia)
- Arctosa letourneuxi (Simon, 1885) (de Marroc a Tunísia)
- Arctosa lightfooti (Purcell, 1903) (Sud-àfrica)
- Arctosa litigiosa Roewer, 1960 (Congo, Tanzània)
- Arctosa littoralis (Hentz, 1844) (Amèrica del Nord, Amèrica Central)
- Arctosa liujiapingensis Yin et al., 1997 (Xina)
- Arctosa lutetiana (Simon, 1876) (Europa, Rússia)
- Arctosa maculata (Hahn, 1822) (Europa, Rússia)
- Arctosa maderana Roewer, 1960 (Madeira)
- Arctosa marfieldi Roewer, 1960 (Camerun)
- Arctosa marocensis Roewer, 1960 (Marroc)
- Arctosa meinerti (Thorell, 1875) (Algèria)
- Arctosa meitanensis Yin et al., 1993 (Xina)
- Arctosa minuta F. O. P.-Cambridge, 1902 (dels EUA a la Guyana)
- Arctosa misella (L. Koch, 1882) (Mallorca)
- Arctosa mittensa Yin et al., 1993 (Xina)
- Arctosa mossambica Roewer, 1960 (Moçambic)
- Arctosa mulani (Dyal, 1935) (Índia, Pakistan)
- Arctosa nava Roewer, 1955 (Iran)
- Arctosa niccensis (Strand, 1907) (Japó)
- Arctosa ningboensis Yin, Bao & Zhang, 1996 (Xina)
- Arctosa nivosa (Purcell, 1903) (Sud-àfrica)
- Arctosa nonsignata Roewer, 1960 (Congo)
- Arctosa nyembeensis (Strand, 1916) (Âfrica de l'Est)
- Arctosa obscura Denis, 1953 (Iemen)
- Arctosa oneili (Purcell, 1903) (Sud-àfrica)
- Arctosa otaviensis Roewer, 1960 (Namíbia)
- Arctosa pardosina (Simon, 1898) (Uzbekistan)
- Arctosa pargongensis Paik, 1994 (Corea)
- Arctosa pelengea Roewer, 1960 (Congo)
- Arctosa perita (Latreille, 1799) (Zona Holàrtica)
  - Arctosa perita arenicola (Simon, 1937) (França)
- Arctosa personata (L. Koch, 1872) (Oest de la Mediterrània)
- Arctosa pichoni Schenkel, 1963 (Xina)
- Arctosa picturella (Strand, 1906) (Etiòpia)
- Arctosa poecila Caporiacco, 1939 (Etiòpia)
- Arctosa politana Roewer, 1960 (Etiòpia)
- Arctosa promontorii (Pocock, 1900) (Sud-àfrica)
- Arctosa pugil (Bertkau, 1880) (Brasil)
- Arctosa pungcheunensis Paik, 1994 (Corea)
- Arctosa quadripunctata (Lucas, 1846) (Àfrica del Nord)
- Arctosa raptor (Kulczyn'ski, 1885) (Rússia, Nepal, EUA, Canadà)
- Arctosa recurva Yu & Song, 1988 (Xina)
- Arctosa renidescens Buchar & Thaler, 1995 (Europa central)
- Arctosa ripaecola (Roewer, 1960) (Tanzània)
- Arctosa rubicunda (Keyserling, 1877) (EUA, Canadà)
- Arctosa rufescens Roewer, 1960 (Camerun)
- Arctosa sanctaerosae Gertsch & Wallace, 1935 (EUA)
- Arctosa sandeshkhaliensis Majumder, 2004 (Índia)
- Arctosa schensiensis Schenkel, 1963 (Xina)
- Arctosa schweinfurthi (Strand, 1906) (Etiòpia)
- Arctosa scopulitibiis (Strand, 1906) (Etiòpia)
- Arctosa serii Roth & Brown, 1976 (Mèxic)
- Arctosa serrulata Mao & Song, 1985 (Xina)
- Arctosa similis Schenkel, 1938 (Illes Canàries, Marroc, de Portugal a Croàcia)
- Arctosa simoni Guy, 1966 (Turquia)
- Arctosa sjostedti Roewer, 1960 (Tanzània)
- Arctosa sordulenta (Thorell, 1899) (Camerun)
- Arctosa springiosa Yin et al., 1993 (Xina)
- Arctosa stigmosa (Thorell, 1875) (Zona Paleàrtica)
- Arctosa swatowensis (Strand, 1907) (Xina)
- Arctosa tanakai Barrion & Litsinger, 1995 (Filipines)
- Arctosa tappaensis Gajbe, 2004 (Índia)
- Arctosa tbilisiensis Mcheidze, 1946 (Bulgària, de Grècia a Geòrgia)
- Arctosa tenuissima (Purcell, 1903) (Sud-àfrica)
- Arctosa testacea Roewer, 1960 (Tanzània)
- Arctosa togona Roewer, 1960 (Togo)
- Arctosa transvaalana Roewer, 1960 (Sud-àfrica)
- Arctosa tridens (Simon, 1937) (Algèria)
- Arctosa tridentata Chen & Song, 1999 (Xina)
- Arctosa truncata Tso & Chen, 2004 (Taiwan)
- Arctosa upembana Roewer, 1960 (Congo)
- Arctosa vaginalis Yu & Song, 1988 (Xina)
- Arctosa variana C. L. Koch, 1847 (de la Mediterrània a l'Àsia central)
- Arctosa villica (Lucas, 1846) (Oest de la Mediterrània)
- Arctosa virgo (Chamberlin, 1925) (EUA)
- Arctosa wittei Roewer, 1960 (Congo, Tanzània)
- Arctosa workmani (Strand, 1909) (Paraguai)
- Arctosa xunyangensis Wang & Qiu, 1992 (Xina)
- Arctosa yasudai (Tanaka, 2000) (Japó)
- Arctosa ziyunensis Yin, Peng & Bao, 1997 (Xina)